# Maniltoa
Maniltoa là một chi thực vật có hoa trong họ Đậu.